# Werner Ebeling (Physiker)

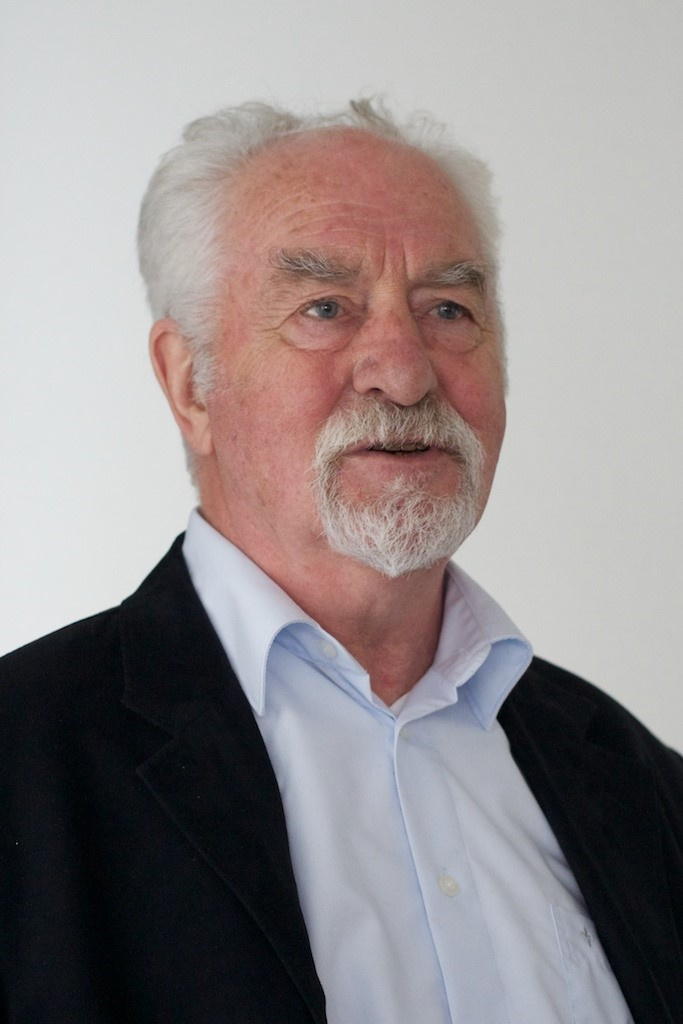
Werner Ebeling (Physiker), 2012

Werner Ebeling (* 15. September 1936 in Bad Suderode) ist ein deutscher theoretischer Physiker und emeritierter Professor der Humboldt-Universität zu Berlin.

## Leben und Werk
Werner Ebeling wurde in Bad Suderode im Harz geboren. Sein Vater Otto Ebeling war hier Geflügelzüchter sowie Gründer und Leiter eines Herdbuchzuchtbetriebes, seine Mutter Gisela Ebeling, geb. Brandt, war Schneiderin und Geschäftsführerin im elterlichen Betrieb. Werner Ebeling besuchte zunächst in seinem Geburtsort von 1942 bis 1950 die Schule und anschließend die Oberschule (GutsMuths-Gymnasium) in Quedlinburg, wo er eine fundierte naturwissenschaftlichen Ausbildung erhielt und 1954 das Abitur erwarb.

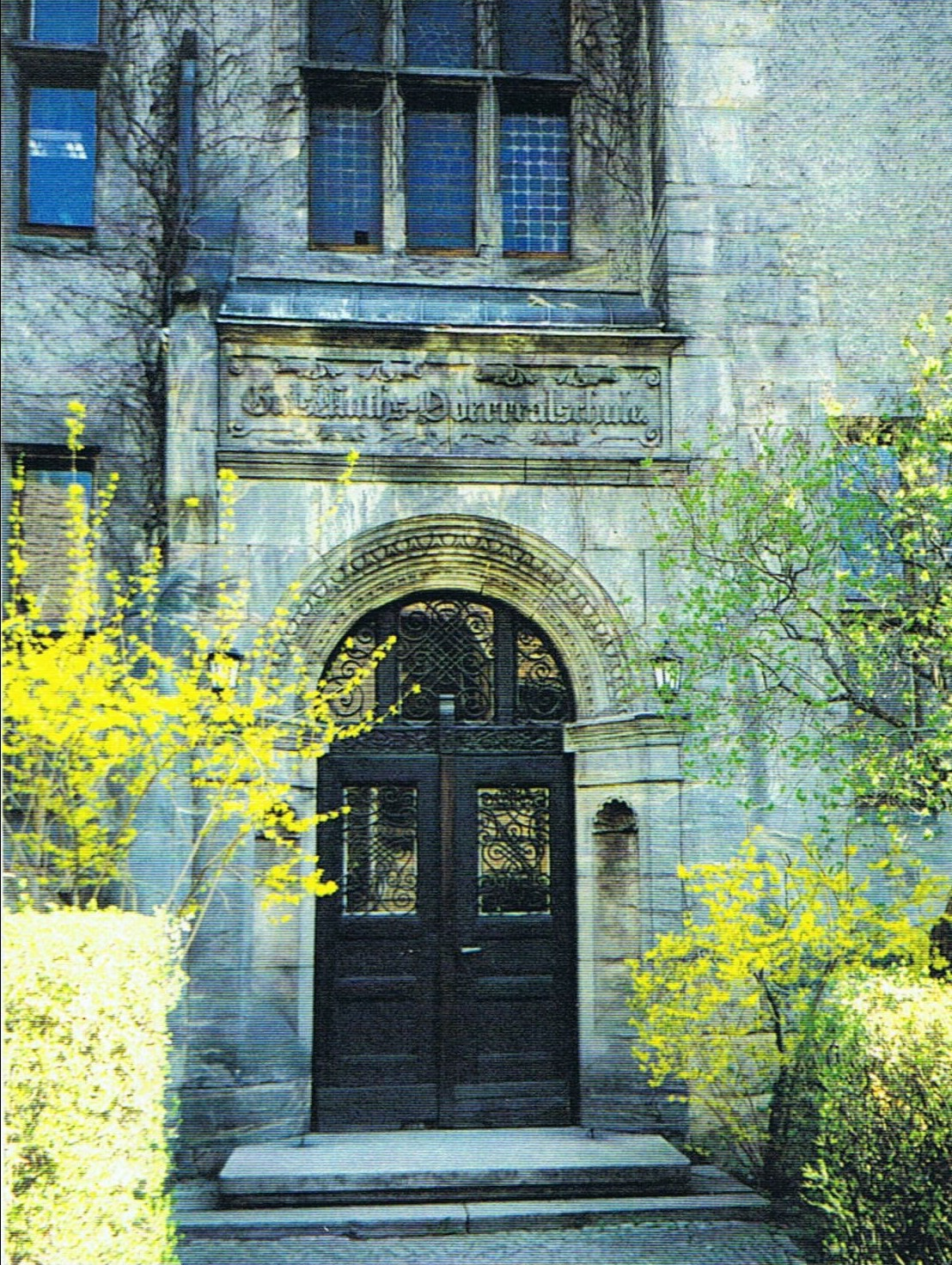
Werner Ebeling, Abitur an der Oberschule Quedlinburg (1954)

Ebeling studierte von 1954 bis 1959 Physik an der Universität Rostock. Zu seinen akademischen Lehrern gehörten Paul Kunze (Experimentalphysik) und Hans Falkenhagen (Theoretische Physik), der ihn auch bei seiner Diplomarbeit betreut hat zum Thema: „Statistische Theorie der molekularen Ordnung – molekulare Verteilungsfunktionen nach Bogoljubow.“ 1959 erfolgte sein Abschluss als Diplomphysiker; Prüfer waren die Professoren Hans Falkenhagen und Gerhard Becherer.

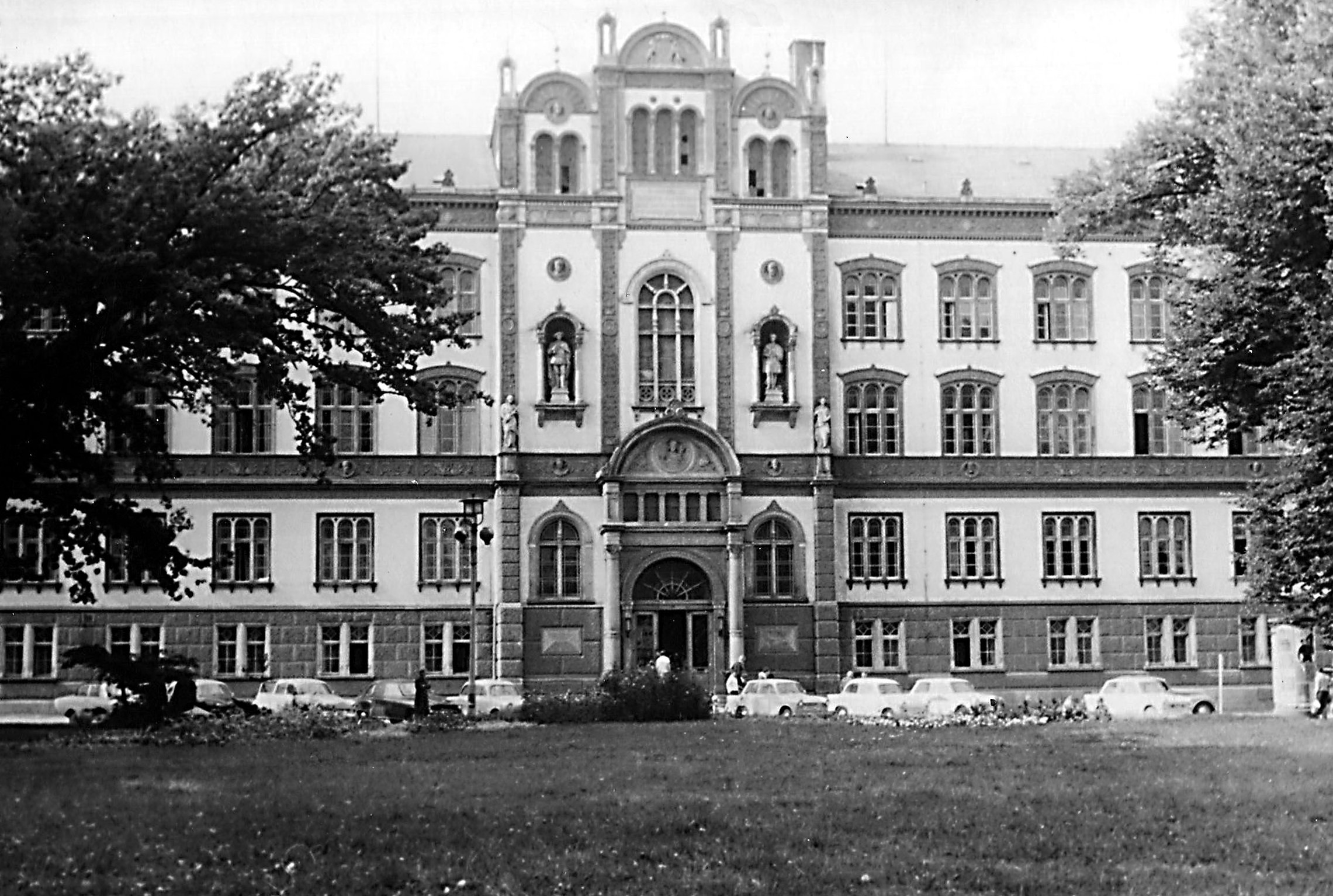
Werner Ebeling, Arbeitsplatz bis 1979 an der Universität Rostock, Hauptgebäude

Von 1959 bis 1969 war er Wissenschaftlicher Assistent in der Physik der Rostocker Universität. Von 1960 bis 1961 absolvierte er ein postgraduales Studium an der Lomonossow-Universität Moskau in der akademischen Schule von N. N. Bogoljubow bei Dozent Yuri L. Klimontovich. Hieraus ist 1962 seine erste Publikation zusammen mit Professor Klimontovich hervorgegangen.
1963 promovierte er an der Universität Rostock mit einer Arbeit zur kinetischen Theorie schwach ionisierter Plasmen und elektrolytischer Lösungen. 1968 erfolgte die Habilitation mit der Schrift Zur statistischen Theorie der Bindungszustände in Plasmen und Elektrolyten. Ebeling ist Schüler von Yuri Klimontovich sowie des Rostocker Theoretikers Hans Falkenhagen (Mitglied der Leopoldina und der AdW der DDR). Er wirkte auch an Falkenhagens letzter Monographie Theorie der Elektrolyte (1971) mit.

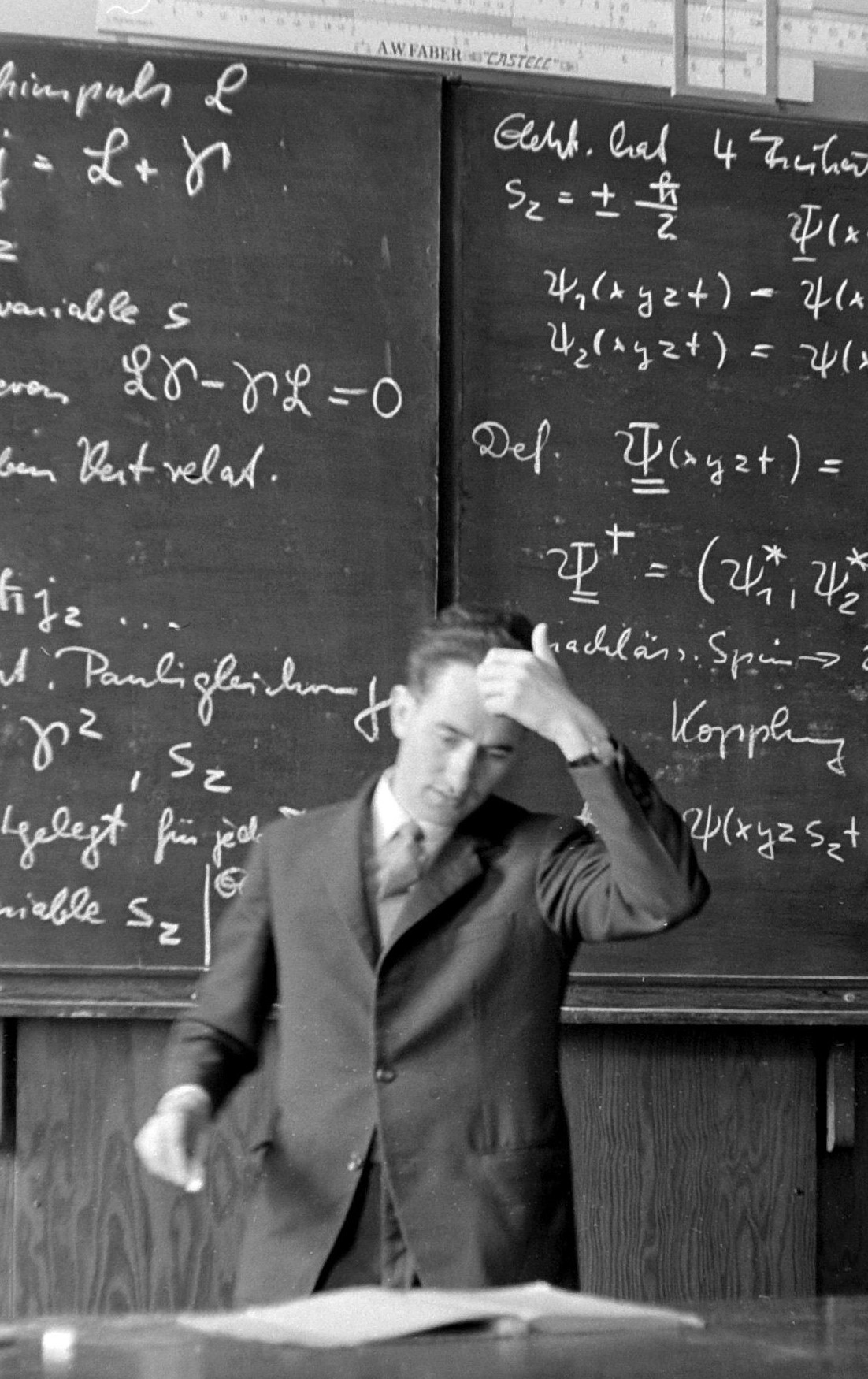
Werner Ebeling, Vorlesung als junger Dozent in Rostock (1969)

Im Jahre 1969 wurde Ebeling zum Hochschuldozenten der Sektion Physik der Universität Rostock  berufen, 1970 erfolgte seine Berufung zum Ordentlichen Professor für theoretische Physik an der Universität Rostock. Im Jahre 1977 wurde er zum Korrespondierenden Mitglied der Akademie der Wissenschaften der DDR (AdW) gewählt.

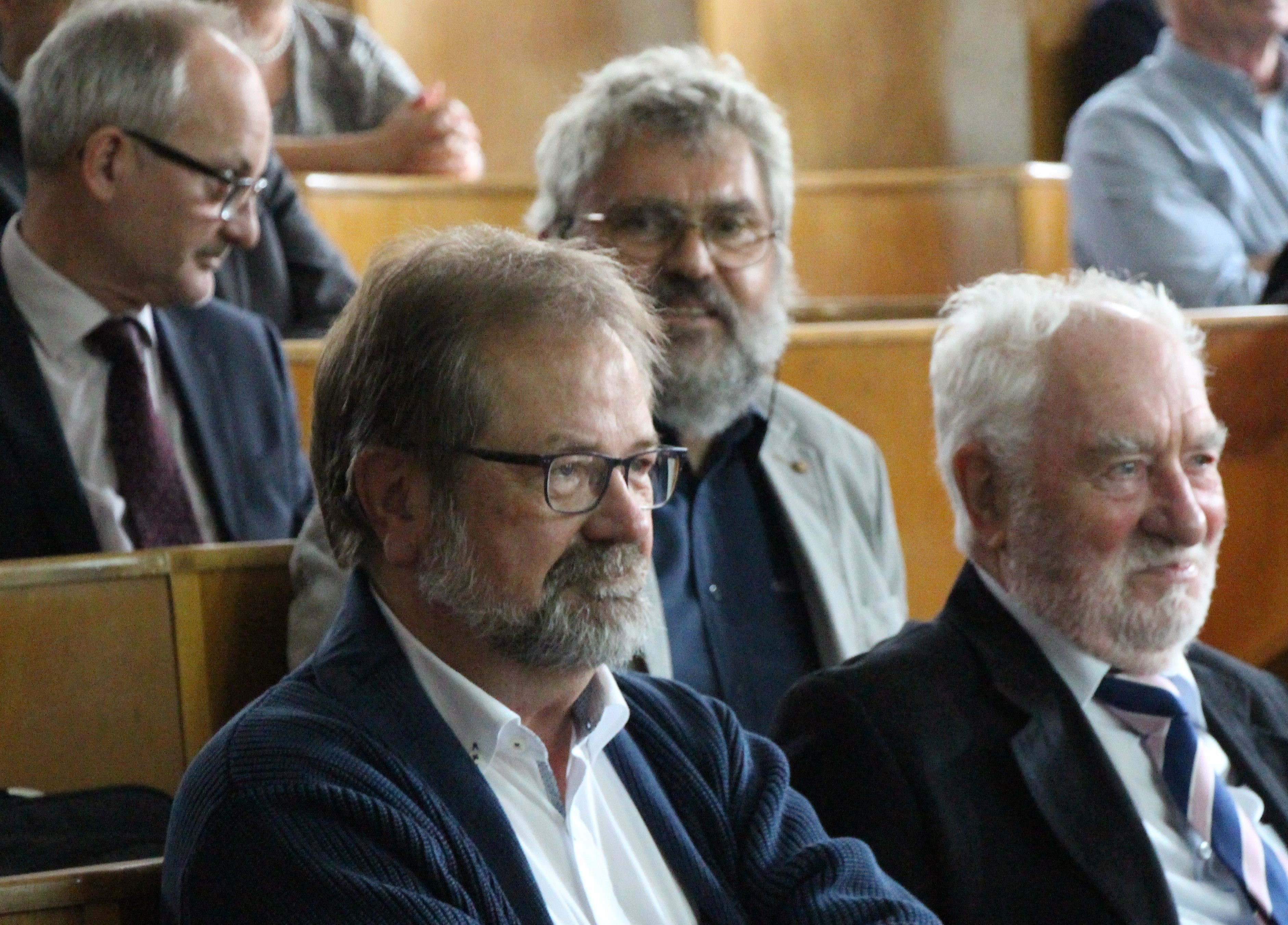
Werner Ebeling, Ehrenkolloquium an der Humboldt-Universität zu Berlin zum 80. Geburtstag 2016, mit den akademischen Schülern Frank Schweitzer, Rainer Feistel, Horst Malchow (von hinten nach vorn)

1979 bekam Ebeling einen Ruf als Ordentlicher Professor an die Humboldt-Universität zu Berlin (HUB) auf den Lehrstuhl für Statistische Physik, den er bis zu seinem Eintritt in den altersbedingten Ruhestand im Jahre 2001 innehatte. Er war von 1986 bis 1990 Dekan der Mathematisch-Naturwissenschaftlichen Fakultät sowie Mitglied des Senats der HUB. 1989 wurde er als Ordentliches Mitglied der AdW gewählt.
Im Zuge der deutschen Wiedervereinigung wurde er 1990 erster frei gewählter Präsident des Konzils der HUB. Weiterhin wurde er 1990 Vorsitzender der Statutenkommission an der HUB.
1991 und 1992 arbeitete er als Gastprofessor am Lehrstuhl von Hermann Haken in Stuttgart, am Lehrstuhl von Ilya Prigogine an der Universität Brüssel und am Lehrstuhl von Gert Eilenberger am  Forschungszentrum Jülich. Von 1993  bis zu seinem Eintritt in den Ruhestand 2001 wurde er mit der Leitung des Lehrstuhls „Statistische Physik und nichtlineare Dynamik“ beauftragt und nahm eine Professur für Theoretische Physik a. G. (als Gast) an der HUB wahr. Im Zeitraum 1998 bis 2000 gründete und leitete Ebeling den im Berliner Raum ersten großen Sonderforschungsbereich der  Deutschen Forschungsgemeinschaft (DFG) „Komplexe Nichtlineare Prozesse“ (SFB 555), an dem alle Berliner und Potsdamer Universitäten und weitere Institute beteiligt waren.
Seit 1960 ist Werner Ebeling mit Barbara Ebeling, geb. Kürschner, verheiratet, die als Oberingenieur tätig war. Das Ehepaar hat die beiden Kinder Thomas Hüsing, geb. Ebeling, Bibliothekswissenschaftler und Programmierer und Dagmar Hildebrandt, geb. Ebeling, als promovierte Chemikerin und Projektleiterin beim Technischen Überwachungsverein (TÜV) tätig. Das Ehepaar Ebeling lebt in Berlin und bei Rostock.

## Forschungsfelder und Forschungskooperationen
Die Forschungsfelder von Werner Ebeling umfassen insbesondere:
- Theoretische Physik
- Statistische Physik
- Irreversible Thermodynamik
- Theorie der Flüssigkeiten und Elektrolyte
- Quantenstatistik und Theorie nichtidealer Plasmen
- Stochastische Prozesse
- Chemische Reaktionstheorie
- Entropie und Vorhersagbarkeit
- Theorie der Selbstorganisation und evolutionärer Prozesse.

Zu seinen Forschungskooperationen und internationalen Forschungsprojekten gehörten insbesondere langfristige Projekte mit den Universitäten SGU Saratow, MGU Moskau, JU Kraków, ULB Brüssel und UCM Madrid.

## Gastprofessuren
Ebeling war international als Gastprofessor an vielen Universitäten gefragt. Dabei war er sowohl in der Lehre mit Vorlesungen und Vorträgen als auch in der Forschungskooperation zu aktuellen Themen wirksam. Weiterhin sind bei diesen Gastprofessuren auch gemeinsame Publikationen mit international bekannten Physikern entstanden. Die Aufenthaltsdauer betrug in der Regel 3 bis 6 Monate.
- 1973 Universität Lettlands in Riga
- 1974 Nikolaus-Kopernikus-Universität Toruń
- 1977 Universität Paris VI
- 1978, 1989 und 1992 Universität Brüssel
- 1979 Universität Vera Cruz in Xalapa (2 Monate)
- 1986 University of Minnesota, Minneapolis, USA
- 1992 Forschungszentrum Jülich
- 1993 Universidad de las Américas, Puebla
- 1998 bis 2016 hat er im Rahmen eines Humboldt-Mutis Preises regelmäßig eine Gast-Professur an der Universität Complutense Madrid wahrgenommen.

Nach seinem Eintritt in den altersbedingten Ruhestand im Jahre 2001 hat er neben den oben genannten weitere längere Gastprofessuren ausgeübt:
- 2003 Universität Saratow im Johann-Gottfried-Herder-Programm
- 2004 und 2005 Lomonossow-Universität Moskau im Johann Gottfried Herder-Programm
- 2006 und 2007 Jagiellonen-Universität Kraków im Erasmus-Programm der EU
- 2009 nochmals Jagiellonen-Universität Kraków für 2 Monate.

## Mitgliedschaften und Ehrungen (Auswahl)

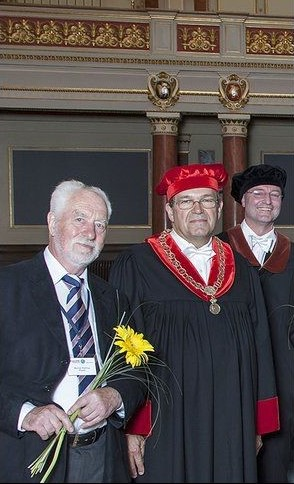
Werner Ebeling, 2015 Verleihung Goldene Doktor-Urkunde durch Rektor und Dekan der traditionsreichen Universität Rostock (gegründet 1419)

- 1960 bis 1989 Mitglied der Physikalischen Gesellschaft der DDR
- 1962 bis 1989 Leiter der Sektion Physik im URANIA-Präsidium
- 1977 bis 1989 Korrespondierendes Mitglied der Akademie der Wissenschaften der DDR (AdW)
- 1977: Leibniz-Medaille
- 1978: Nationalpreis der DDR III. Klasse für Wissenschaft und Technik[5]
- 1985 Ernst Haeckel-Medaille der URANIA
- 1986 bis 1990 Mitglied des Büros des URANIA-Präsidiums
- 1988 Vaterländischer Verdienstorden in Silber
- 1989 bis 1992 Ordentliches Mitglied der Akademie der Wissenschaften der DDR (AdW)
- seit 1990 Mitglied der Deutschen Physikalischen Gesellschaft
- 1993 Gründungsmitglied der Gelehrtengesellschaft Leibniz-Sozietät der Wissenschaften zu Berlin
- 1995: Lars Onsager Lectureship und Lars Onsager Medaille (Universität Trondheim, Norwegen)
- 1997 Humboldt-Mutis-Preis, mit langfristigem Forschungsstipendium (Madrid, Spanien)
- 2001 Ehrenprofessor der Universität Saratow
- 2004 Ehrenprofessor der Physikalisch-Technischen Hochschule Moskau
- 2006 Ehrenprofessor der Lomonossow-Universität Moskau
- 2015 Goldene Doktor-Urkunde der Universität Rostock
- 2022 Daniel-Ernst-Jablonski-Medaille der Leibniz-Sozietät

## Herausgebertätigkeit und Redaktionsmitgliedschaften
- 1982 bis 2005 Zeitschrift für physikalische Chemie
- 1982 bis 2000 Journal of Solution Chemistry
- 1984 bis 1995 Serie: Teubner-Texte zur Physik
- 1989 bis 2000 Nonequilibrium Thermodynamics
- 1992 bis 2008 Chaos, Solitons & Fractals
- 1993 bis 2004 BioSystems
- 1999 bis 2009 Contributions to Plasma Physics.

## Publikationen
Ebeling veröffentlichte bisher mehr als 600 wissenschaftliche Aufsätze zur Theorie der Plasmen und Elektrolyte sowie zur Nichtlinearen Dynamik und zur Theorie von Selbstorganisation, Chaos und Komplexität. Außerdem publizierte er zur Physikgeschichte, zu philosophischen Problemen der Physik und über Anwendungen von Prinzipien der Selbstorganisation auf gesellschaftliche Prozesse.
Zu seinem wissenschaftlichen Werk gehören weiterhin zahlreiche Bücher und Buchbeiträge als Autor und Koautor (Auswahl):
- Hans Falkenhagen, unter Mitwirkung von Werner Ebeling: Theorie der Elektrolyte. Hirzel Verlag, Stuttgart 1971, ISBN 978-3-7776-0230-1.
- Werner Ebeling: Strukturbildung bei irreversiblen Prozessen: Eine Einführung in die Theorie dissipativer Strukturen. 1. Auflage. Teubner-Verlag, Leipzig 1976.
- W. Ebeling, W.D. Kraeft, D. Kremp: Theory of bound states and ionization equilibrium in plasmas and solids. 1. Auflage. Akademie-Verlag, Berlin 1976.
- Werner Ebeling, Rainer Feistel: Physik der Selbstorganisation und Evolution. Akademie-Verlag, Berlin 1982.
- Werner Ebeling, Yuri L. Klimontovich: Selforganization and Turbulence in Liquids. 1. Auflage. Teubner-Verlag, Leipzig 1984.
- Robert Rompe; Hans-Jürgen Treder; Werner Ebeling: Zur großen Berliner Physik. Teubner-Verlag, Leipzig 1987, ISBN 978-3-322-00487-1.
- Hans G. Bothe, Werner Ebeling, Alexander B. Kurzhanski, Manfred Peschel: Dynamical Systems and Environmental Models.  (Mathematische Umweltmodelle erstmals in der DDR behandelt). Akademie-Verlag, Berlin 1987, ISBN 3-05-500334-9.
- Rainer Feistel, Werner Ebeling: Evolution of Complex Systems: Self-Organization, Entropy, and Development. Kluwer Academic Publishers, Dordrecht 1989, ISBN 90-277-2666-3.
- Werner Ebeling: Chaos, Ordnung und Information: Selbstorganisation in Natur und Technik. Harri Deutsch, Thun, Frankfurt am Main 1989, ISBN 978-3-8171-1112-1.
- Werner Ebeling; Manfred Peschel (ed.): Dynamical networks. Konferenzschrift, Eisenach 1988. Akademie-Verlag, Berlin 1989, ISBN 978-3-05-500666-1.
- Werner Ebeling, Rainer Feistel: Chaos und Kosmos. Prinzipien der Evolution. Spektrum, Akad. Verl., Heidelberg u. a. 1994, ISBN 3-86025-310-7.
- Werner Ebeling, Jan Freund, Frank Schweitzer: Komplexe Strukturen: Entropie und Information. Teubner, Stuttgart, Leipzig 1998, ISBN 3-8154-3032-1.
- Werner Ebeling, Igor M. Sokolov: Statistical Thermodynamics and Stochastic Theory of Nonequilibrium Systems. World Scientific Publ. Co., Singapore 2005, ISBN 978-981-02-1382-4.
- Rainer Feistel, Werner Ebeling: Physics of Self-Organization and Evolution. Wiley-VCH-Verl., Weinheim 2011, ISBN 978-3-527-40963-1.
- Hermann Haken, Peter J. Plath, Werner Ebeling, Yuri M. Romanovsky: Beiträge zur Geschichte der Synergetik: allgemeine Prinzipien der Selbstorganisation in Natur und Gesellschaft. 1. Auflage. Springer Spektrum, Wiesbaden 2016, ISBN 978-3-658-12951-4.
- Werner Ebeling: Physik, Biologie, Technik und Selbstorganisation von Information. In: Frank Fuchs-Kittowski; Werner Kriesel (Hrsg.): Informatik und Gesellschaft. Festschrift zum 80. Geburtstag von Klaus Fuchs-Kittowski. Frankfurt a. M., Bern, Bruxelles, New York, Oxford, Warszawa, Wien: Peter Lang Internationaler Verlag der Wissenschaften, PL Academic Research 2016, ISBN 978-3-631-66719-4 (Print), E-ISBN 978-3-653-06277-9 (E-Book).
- Werner Ebeling, Vladimir E. Fortov, Vladimir Filinov: Quantum Statistics of Dense Gases and Nonideal Plasmas (= Springer Series in Plasma Science and Technology). 1. Auflage. Springer, 2017, ISBN 978-3-319-66636-5, doi:10.1007/978-3-319-66637-2.